# Baragaon
Baragaon é uma cidade e uma nagar panchayat no distrito de Jhansi, no estado indiano de Uttar Pradesh.

## Geografia
Baragaon está localizada a 25° 26′ N, 82° 49′ L. Tem uma altitude média de 88 metros (288 pés).

## Demografia
Segundo o censo de 2001, Baragaon tinha uma população de 8039 habitantes. Os indivíduos do sexo masculino constituem 54% da população e os do sexo feminino 46%. Baragaon tem uma taxa de literacia de 62%, superior à média nacional de 59.5%; com 65% para o sexo masculino e 35% para o sexo feminino. 16% da população está abaixo dos 6 anos de idade.